# Frankenroda
Frankenroda là một đô thị trong huyện Wartburg ở bang Thüringen, Đức. Đô thị này có diện tích 7,02 km².